# Doktrinalno navodilo o nekaterih vprašanjih, ki zadevajo udejstvovanje in vedenje katoličanov v političnem življenju
Doktrinalno navodilo o nekaterih vprašanjih, ki zadevajo udejstvovanje in vedenje katoličanov v političnem življenju (izvirno italijansko Nota dottrinale circa alcune questioni riguardanti l’impegno e il comportamento dei cattolici nella vita politica) je navodilo, ki ga je izdelala Kongregacija za nauk vere leta 2002.
V zbirki Cerkveni dokumenti - nova serija je to delo izšlo leta 2003 kot 1. cerkveni dokument (kratica CD NS-1).